# Franck Ribéry
Franck Henry Pierre Ribéry (Bolonha do Mar, 7 de abril de 1983) é um ex-futebolista francês que atuava como ponta-esquerda ou meio-campista.

## Carreira
Começou a jogar futebol aos seis anos de idade, no modesto Conti Boulogne. Aos doze ingressou no Lille, porém retornou quatro anos depois por causa de seu mau desempenho acadêmico. Em 2001, foi para o Boulogne. Depois seguiu para o Olympique Alès.

### Brest
Foi contratado pelo Brest para temporada 2003–04, estreando durante uma partida contra o Nantes. Ribéry brilhou durante a temporada na decisão da Ligue 2 e foi ovacionado pela torcida presente no estádio.

### Metz
Ribéry estreou na Ligue 1 no ano de 2004, atuando pelo Metz. O meia foi considerado uma das grandes revelações da competição e eleito "Jogador do Mês" em agosto.

### Galatasaray
Após apenas seis meses no Metz, em 2005 surpreendentemente transferiu-se para o Galatasaray, da Turquia. Rapidamente tornou-se um dos ídolos dos torcedores turcos, ganhando o apelido de "Ferraribéry". Marcou um dos gols do Galatasaray na goleada por 5–1 na final da Copa da Turquia, garantindo a vitória contra o grande rival Fenerbahçe.

### Olympique de Marseille
Retornou ao seu país natal em junho de 2005, sendo contratado pelo Olympique de Marseille. Apesar de um processo iniciado pelo clube turco por "quebra de contrato", Ribéry recebeu da FIFA a permissão para jogar. O meia teve um desempenho excepcional pelo clube de Marselha: além de ter sido três vezes eleito o "Jogador do Mês", foi autor do "gol do ano", num jogo contra o Nantes. Marcou também um dos gols mais rápidos da temporada 2006–07, depois de apenas treze segundos do início da partida. Com grandes atuações, em maio foi convocado por Raymond Domenech para disputar a Copa do Mundo FIFA de 2006, realizada na Alemanha.

### Bayern de Munique
Ao final da temporada 2006–07, Frank Ribéry foi sondado pelo Lyon, mas Pape Diouf se recusou a vendê-lo para a concorrência. O presidente do Marseille exigiu 25 milhões de euros para liberá-lo. O Real Madrid, que também havia sondado o jogador, não manifestou desejo de colocar uma grande quantia. Quem decidiu finalmente comprá-lo foi o Bayern de Munique, que ofereceu trinta milhões de euros (quinze milhões imediato, dez milhões em 2008 e cinco milhões se o Bayern se classificasse para Liga dos Campeões da UEFA). Esse valor foi um recorde na Alemanha. O Bayern terminou em quarto na Bundesliga e não se classificou para Liga dos Campeões, apenas para a Copa da UEFA, e a quantia total paga foi de 25 milhões de euros.

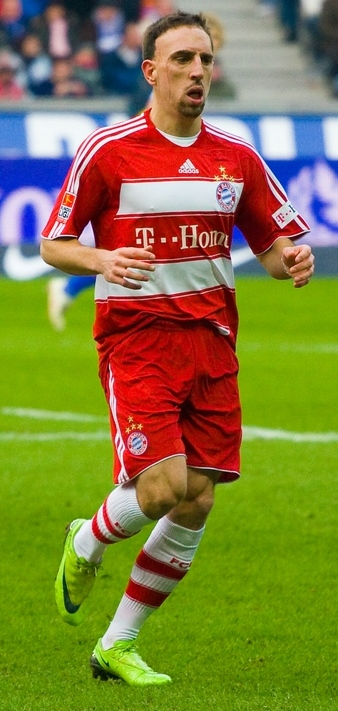
Ribéry pelo Bayern em 2009

Sua estreia no Bayern de Munique foi excepcional para atrair o público e imprensa alemã. Franz Beckenbauer, lenda do futebol alemão e presidente do Bayern, disse: "É como se tivéssemos ganho na loteria." As boas apresentações juntamente com os outros jogadores do Bayern, como Luca Toni, Miroslav Klose, Bastian Schweinsteiger, entre outros, permitiu que a sua equipe vencesse a Copa da Liga Alemã em 2007 e Ribéry fosse o artilheiro. Em seguida ganharam a Bundesliga.
Em maio de 2008 foi eleito o melhor jogador do Campeonato Alemão, além de ser eleito pela segunda vez como jogador francês do ano.
Com o passar dos anos passou a atuar mais avançado, como ponta-esquerda, e tornou-se o principal jogador do time ao lado do neerlandês Arjen Robben. Juntos tiveram grande atuação na temporada 2012–13, onde conquistaram a tríplice coroa (Bundesliga, Copa da Alemanha e Liga dos Campeões da UEFA) com o Bayern e Ribéry acabou sendo eleito o Melhor Jogador da UEFA na Europa.
Contra a Roma, pelo returno da Liga dos Campeões da UEFA de 2014–15, Ribéry marcou seu centésimo gol com a camisa dos bávaros. Por nove meses, entre março e 5 de dezembro de 2015, ficou afastado dos gramados por lesão no tornozelo. Retornou em partida contra o Borussia Mönchengladbach, pela Bundesliga, onde marcou um gol e o Bayern saiu derrotado por 3–1.
No dia 5 de maio de 2019, anunciou que deixaria o clube após o fim da temporada.

### Fiorentina
Já no dia 21 de agosto de 2019, assinou com a Fiorentina por duas temporadas. Marcou seu primeiro gol pela Viola no dia 22 de setembro, num empate de 2–2 com a Atalanta pela Serie A. No dia 29 de setembro, teve grande atuação e foi aplaudido na vitória de 3–1 contra o Milan, no San Siro, onde marcou seu segundo gol pelo clube.
Em 1 de julho de 2021, após não ter seu contrato renovado, deixou a equipe de Florença. No total, atuou em 51 jogos, marcou cinco gols e deu 10 assistências.

### Salernitana
Ribéry foi anunciado como novo reforço da Salernitana no dia 6 de setembro de 2021, assinando contrato de um ano com renovação automática, caso cumprisse as metas contratuais. O francês estreou pela equipe no dia 12 de setembro, numa derrota por 4–0 para o Torino, em jogo válido pela Serie A.

### Aposentadoria
Em 21 de outubro de 2022, após 22 anos de carreira, Ribéry anunciou sua aposentadoria devido à sucessivas lesões.
| “                                    | A dor do meu joelho só piorou e os médicos foram claros: não tenho escolha, tenho que parar de jogar. É por isso que devo encerrar minha carreira como jogador profissional. É o fim de um capítulo, o de jogador, mas não o fim de uma história profissional, podem ter certeza. Por isso, digo "até breve" para o início de um novo e bonito capítulo. A bola para. Os sentimentos dentro de mim, não. Obrigado a todo mundo por essa grande aventura. | ” |
| — Ribéry, em publicação no Instagram | |   |

## Seleção Nacional

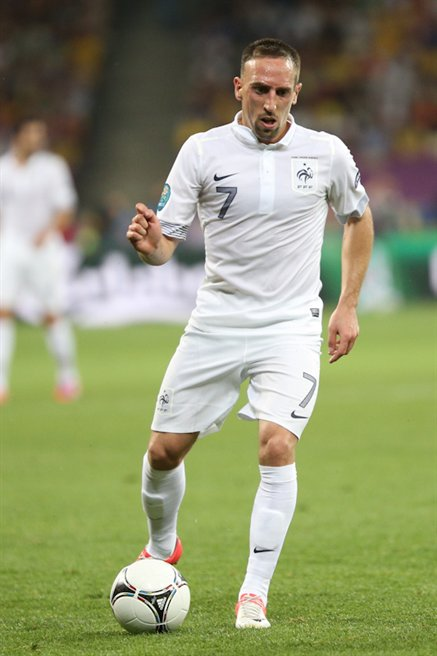
Ribéry atuando pela França na Euro 2012

Seu primeiro torneio disputado pela Seleção Francesa foi a Copa do Mundo FIFA de 2006. Titular na equipe comandada por Raymond Domenech, Ribéry disputou todos os jogos e marcou um gol na competição, na vitória por 3–1 contra a Espanha. Apesar das boas atuações, o meia viu a França ficar com o vice após a derrota nos pênaltis para a Itália.
Dois anos depois, em 17 de junho de 2008, foi convocado para a Euro 2008, disputada na Áustria e na Suíça. No entanto, sofreu uma entorse no tornozelo em um lance com o lateral Gianluca Zambrotta, no jogo contra a Itália, e teve de ser substituído do jogo. Foi ali que Ribéry encerrou sua participação no torneio com a Seleção, e a mesma acabou sendo eliminada na fase de grupos.
Integrou o grupo que disputou a Copa do Mundo FIFA de 2010, realizada na África do Sul, quando a França foi eliminada na fase de grupos. Foi um dos cabeças de um monte contra o treinador, e devido a isso foi julgado e não pôde integrar a Seleção Francesa por um período de tempo, mas posteriormente reintegrou-se ao elenco dos Bleus.
Quatro anos depois, no dia 2 de junho, foi convocado para a Copa do Mundo FIFA de 2014, mesmo com uma lesão nas costas. Porém, dias depois foi cortado do torneio por não conseguir treinar. Logo após a Copa do Mundo, o jogador anunciou sua aposentadoria da Seleção no dia 13 de agosto.

## Vida pessoal
Aos dois anos de idade foi vítima de um acidente de automóvel, que lhe deixou até hoje cicatrizes no rosto. Em fevereiro de 2006, Ribéry, de origem católica, converteu-se ao Islamismo e adotou "Bilal" como segundo nome. O seu nome muçulmano completo é Bilal Yusuf Mohammed. Ele é casado com Wahiba e é pai de três crianças: Hiziya, Shahinez e Seïf el Islam.

## Títulos
Galatasaray
- Copa da Turquia: 2004–05

Olympique de Marseille
- Copa Intertoto da UEFA: 2005

Bayern de Munique
- Copa da Liga Alemã: 2007
- Bundesliga: 2007–08, 2009–10, 2012–13, 2013–14, 2014–15, 2015–16, 2016–17, 2017–18 e 2018–19
- Copa da Alemanha: 2007–08, 2009–10, 2012–13, 2013–14, 2015–16 e 2018–19[29]
- Supercopa da Alemanha: 2010, 2012, 2016, 2017 e 2018
- Liga dos Campeões da UEFA: 2012–13
- Copa Uli Hoeneß: 2013
- Supercopa da UEFA: 2013
- Copa do Mundo de Clubes da FIFA: 2013

### Prêmios individuais
- Melhor Jogador Jovem da Ligue 1: 2006
- Jogador Francês do Ano: 2007, 2008 e 2013
- Melhor Jogador da Bundesliga: 2007–08[30]
- Seleção da Bundesliga pela revista Kicker: 2007–08, 2008–09, 2011–12, 2012–13 e 2013–14
- Jogador do Ano na Bundesliga: 2008
- Equipe do Ano da UEFA: 2008 e 2013
- Melhor Jogador da Europa: 2012–13
- Homem do jogo da Supercopa da UEFA: 2013
- Melhor Jogador da Copa do Mundo de Clubes da FIFA: 2013[31]
- Equipe do ano do jornal L'Équipe: 2013
- FIFPro World XI: 2013
- 3º Melhor Jogador do Mundo FIFA: 2013[32]
- IFFHS ALL TIME FRANCE MEN'S DREAM TEAM (Time C)[33]